# Kommissarie Ellis
Kommissarie Ellis (engelska: Ellis) är en brittisk kriminaldramaserie vars första säsong hade premiär den 31 oktober 2024 på Channel 5. Serien hade svensk premiär på SVT Play och SVT den 12 januari 2025. Serien, som är skapad av Paul Logue och Sian Martin består av tre avsnitt.

## Handling
Serien kretsar kring kommissarie Ellis och assistent Harper som bistår i svåra och känsliga utredningar. Förutom att lösa fallen måste de också samarbeta med den lokala polisen, något som inte alltid sker utan konflikter.

## Rollista (i urval)
- Sharon D. Clarke - Ellis
- Andrew Gower - Harper
- Allison Harding - Leighton
- Catherine Walker - Louise Edwards
- Wayne Foskett - Michael Edwards